# Stazione di Morinomiya
Morinomiya (森ノ宮駅?, Morinomiya-eki) è una stazione della Metropolitana di Osaka situata nell'area centrale della città, lungo la strada. La stazione offre l'interscambio fra le linee Nagahori Tsurumi-ryokuchi e Chūō, nonché la linea Circolare di Ōsaka gestita dalla JR West.

## Stazioni adiacenti
| «                               | Servizio   | »                   |
| Linea Chūō                      | Linea Chūō | Linea Chūō          |
| ------------------------------- | ---------- | ------------------- |
| Tanimachi Yonchōme              | Locale     | Midoribashi         |
| Linea Nagahori Tsurumi-ryokuchi |            |                     |
| Tamatsukuri                     | Locale     | Osaka Business Park |